# Comme d'habitude
Comme d’habitude é uma canção composta em 1967 por Claude François e Jacques Revaux, com letra de Claude François e Gilles Thibaut.
Intitulada inicialmente For Me e com letra em inglês, e após ter sido recusada por diversos artistas, entre os quais Michel Sardou, a canção é aceita por Hervé Vilard. Contudo, com o acordo deste último, o compositor Jacques Revaux, que desejava trabalhar com Claude François, apresenta-a a este. A obra é retocada por Claude François, que lhe insere o tema da vida quotidiana de um casal que se separa, resumindo assim a sua própria recente ruptura sentimental com France Gall. É sob este conceito que o letrista Gilles Thibaut completa a letra do que se tornaria Comme d'habitude. O sucesso da canção foi restrito quando da sua publicação.
Paul Anka, que ouve a canção durante uma emissão da televisão francesa, adquire seus direitos em língua inglesa para seu estúdio de produção nos EUA. Frank Sinatra interpretará a canção nos EUA sob o título de My Way e dar-lhe-á um sucesso mundial, ocasionando ao mesmo tempo o sucesso fulgurante da versão original de Claude François, que se classificará rapidamente no topo do hit-parade. Michel Sardou retomaria finalmente a canção em 1977, bem como, mais tarde, Sid Vicious ou Florent Pagny, de uma maneira mais confidencial no início da década de 1990.

### Ensaio
- Bruno de Stabenrath : Qu'est-ce que tu me chantes ? - Histoires secrètes des cinquante plus grands tubes de la chanson française, Éditions Robert Laffont, outubro de 2006, ISBN 2221107527[1]